# Rendez-vous en terre inconnue
Rendez-vous en terre inconnue (anciennement En terre inconnue) est une émission de télévision française diffusée depuis le 26 décembre 2004 (sur France 5 jusqu'au 9 octobre 2005, puis sur France 2 à partir du 31 août 2006).
Elle est présentée par Raphaël de Casabianca et anciennement par Frédéric Lopez (qui est également à l'origine du concept).
L'animateur emmène une célébrité vers une destination dans le monde, à la rencontre d'un peuple inconnu. Depuis 2009, est diffusée la suite du documentaire, Retour en terre inconnue, une deuxième partie de soirée se déroulant en plateau et en public.
L'émission Nos terres inconnues, diffusée également sur France 2, est une version dérivée créée par Frédéric Lopez.

## Composition du programme

### Principe de l'émission
Rendez-vous en terre inconnue veut faire découvrir aux téléspectateurs un peuple lointain, dont la culture et les traditions sont menacées par un mode de vie moderne. Cette découverte s'effectue via le regard d'une personnalité, qui accepte de s'envoler pour une destination qu'elle ne découvre qu'une fois dans l'avion.

### Présentation
Rendez-vous en terre inconnue est présentée de sa création en 2004 jusqu'au 4 décembre 2018 par Frédéric Lopez, ce dernier, annonce qu'il quitte l'émission le 3 décembre 2018. Il reste producteur de l'émission et conserve la co-présentation de Retour en terre inconnue.
Il est remplacé par Raphaël de Casabianca qui reprend les rênes de l'émission à partir de 2018. Son premier numéro est diffusé le 19 mars 2019. En juin 2024, il annonce qu'il arrête également la présentation de l'émission.
Le 9 août 2024, on apprend que le producteur de l'émission, Frédéric Lopez, a choisi Laury Thilleman comme nouvelle incarnation du programme.
Le 4 septembre 2024, Frédéric Lopez annonce exceptionnellement son retour dans l'émission à l'occasion des 20 ans de l'émission, il partira avec Kendji Girac au Kenya.

### Musique du générique
La musique du générique des quatre premiers épisodes est Alpha Beta Gaga de Air, et à partir du cinquième épisode Beat It de The Sunshine.
Le générique de l'émission en plateau est composé et interprété par Gérald Elliott et Philippe Paradis.

## Émissions diffusées

### Liste des émissions et audiences
| No | Animateur             | Célébrité                | Peuple                            | Région                                   | Pays          | Diffusion en France | Diffusion en France | Diffusion en France | Diffusion en France | Chaîne   |
| No | Animateur             | Célébrité                | Peuple                            | Région                                   | Pays          | Date                | Chaîne              | Téléspectateurs     | PA                  | Chaîne   |
| -- | --------------------- | ------------------------ | --------------------------------- | ---------------------------------------- | ------------- | ------------------- | ------------------- | ------------------- | ------------------- | -------- |
| 1  | Frédéric Lopez        | Thierry Lhermitte        |                                   | Parc national de Masoala                 | Madagascar    | 26 décembre 2004    | France 5            |                     |                     | La Une   |
| 2  | Frédéric Lopez        | Pierre Palmade           | Touaregs Ibankalan                | Abalak                                   | Niger         | 6 février 2005      | France 5            |                     |                     | La Une   |
| 3  | Frédéric Lopez        | Emmanuelle Béart         |                                   | Île de Socotra                           | Yémen         | 22 mai 2005         | France 5            |                     |                     | La Une   |
| 4  | Frédéric Lopez        | Muriel Robin             | Pygmées Bagyélis                  | Forêt de Campo-Ma'an                     | Cameroun      | 9 octobre 2005      | France 5            |                     |                     | La Une   |
| 5  | Frédéric Lopez        | Muriel Robin             | Himbas                            | Kaokoland                                | Namibie       | 31 août 2006        | France 2            | 4,8 millions        | 20,6 %              | La Une   |
| 6  | Frédéric Lopez        | Patrick Timsit           | Hommes Fleurs Mentawaï            | Siberut                                  | Indonésie     | 28 décembre 2006    | France 2            | 4,9 millions        | 19,9 %              | La Une   |
| 7  | Frédéric Lopez        | Charlotte de Turckheim   | Nénètses                          | Sibérie                                  | Russie        | 12 juillet 2007     | France 2            | 4,6 millions        | 21,1 %              | La Une   |
| 8  | Frédéric Lopez        | Bruno Solo               | Cavaliers mongols                 | Altaï                                    | Mongolie      | 27 décembre 2007    | France 2            | 5,1 millions        | 21,6 %              | La Une   |
| 9  | Frédéric Lopez        | Adriana Karembeu         | Amharas                           | Hauts plateaux d'Éthiopie, région Amhara | Éthiopie      | 7 juillet 2008      | France 2            | 4,9 millions        | 20,8 %              | La Une   |
| 10 | Frédéric Lopez        | Édouard Baer             | Dogons                            | Falaise de Bandiagara                    | Mali          | 5 janvier 2009      | France 2            | 5,9 millions        | 21 %                | La Une   |
| 11 | Frédéric Lopez        | Zazie                    | Korowaï                           | Papouasie occidentale                    | Indonésie     | 30 juin 2009        | France 2            | 5,1 millions        | 22,4 %              | La Une   |
| 12 | Frédéric Lopez        | Gilbert Montagné         | Zanskarpas                        | Zanskar                                  | Inde          | 1er septembre 2009  | France 2            | 4,8 millions        | 18,9 %              | La Une   |
| 13 | Frédéric Lopez        | Marianne James           | Bajaus                            | Îles Banggai                             | Indonésie     | 6 avril 2010        | France 2            | 5,1 millions        | 19,2 %              | La Une   |
| 14 | Frédéric Lopez        | Gérard Jugnot            | Chipayas                          | Salar d'Uyuni (Altiplano)                | Bolivie       | 14 septembre 2010   | France 2            | 6,1 millions        | 24,2 %              | La Une   |
| 15 | Frédéric Lopez        | Virginie Efira           | Tsaatans                          | Hövsgöl                                  | Mongolie      | 14 décembre 2010    | France 2            | 8,1 millions        | 29,5 %              | La Une   |
| 16 | Frédéric Lopez        | Frédéric Michalak        | Lo Lo Noirs                       | Cao Bang                                 | Viêt Nam      | 1er novembre 2011   | France 2            | 7,7 millions        | 27 %                | La Une   |
| 17 | Frédéric Lopez        | Zabou Breitman           | Nyangatom                         | Basse vallée de l'Omo                    | Éthiopie      | 8 mai 2012          | France 2            | 8,20 millions       | 28,9 %              | RTL-TVI  |
| 18 | Frédéric Lopez        | Sylvie Testud            | Goranes                           | Plateau de l'Ennedi                      | Tchad         | 2 octobre 2012      | France 2            | 6,07 millions       | 23,7 %              | RTL-TVI  |
| 19 | Frédéric Lopez        | François-Xavier Demaison | Raïka                             | Rajasthan                                | Inde          | 24 septembre 2013   | France 2            | 6,06 millions       | 23,6 %              | Club RTL |
| 20 | Frédéric Lopez        | Mélissa Theuriau         | Maasaï                            | Région d'Arusha                          | Tanzanie      | 21 janvier 2014     | France 2            | 6,13 millions       | 23,1 %              | Club RTL |
| 21 | Frédéric Lopez        | Arthur                   | Quechuas                          | Région de Cuzco                          | Pérou         | 2 décembre 2014     | France 2            | 6,18 millions       | 23,3 %              | Club RTL |
| 22 | Frédéric Lopez        | Clovis Cornillac         | Miao                              | Province du Guizhou                      | Chine         | 12 avril 2016       | France 2            | 5,23 millions       | 21,9 %              | Club RTL |
| 23 | Frédéric Lopez        | Mélanie Doutey           | éleveurs de chameaux de Bactriane | Altaï                                    | Mongolie      | 29 novembre 2016    | France 2            | 4,99 millions       | 20,8 %              | Club RTL |
| 24 | Frédéric Lopez        | Cristiana Reali          | Worrorra                          | Kimberley                                | Australie     | 18 avril 2017       | France 2            | 4,12 millions       | 16,9 %              | Club RTL |
| 25 | Frédéric Lopez        | Kev Adams                | Suri                              | Basse vallée de l'Omo                    | Éthiopie      | 5 décembre 2017     | France 2            | 4,73 millions       | 19,1 %              | Club RTL |
| 26 | Frédéric Lopez        | Thomas Pesquet           | Kogi                              | Sierra Nevada de Santa Marta             | Colombie      | 4 décembre 2018     | France 2            | 5,77 millions       | 26,2 %              | Club RTL |
| 27 | Raphaël de Casabianca | Franck Gastambide        | Nomades Van Gujjar                | Uttarakhand                              | Inde          | 19 mars 2019        | France 2            | 4,64 millions       | 23,4 %              | Club RTL |
| 28 | Raphaël de Casabianca | Estelle Lefébure         | Samburu                           | Vallée du Grand Rift                     | Kenya         | 3 décembre 2019     | France 2            | 3,66 millions       | 16,8 %              | Club RTL |
| 29 | Raphaël de Casabianca | Nawell Madani            | éleveurs de yacks                 | Monts Khangaï                            | Mongolie      | 26 mai 2020         | France 2            | 3,09 millions       | 12,5 %              | Club RTL |
| 30 | Raphaël de Casabianca | Vianney                  | Afars                             | Afar                                     | Éthiopie      | 25 mai 2021         | France 2            | 5,64 millions       | 24,9 %              | Club RTL |
| 31 | Raphaël de Casabianca | Oli                      | Vézos                             | Bijago                                   | Madagascar    | 14 juin 2022        | France 2            | 2,80 millions       | 14,9 %              |          |
| 32 | Raphaël de Casabianca | Jarry                    | Inughuit                          | Avannaata                                | Groenland     | 2 mai 2023          | France 2            | 3,76 millions       | 19,2 %              |          |
| 33 | Raphaël de Casabianca | Slimane                  | Bijagos                           | Archipel des Bijagos                     | Guinée-Bissau | 28 mai 2024         | France 2            | 2,81 millions       | 14,9 %              |          |
| 34 | Raphaël de Casabianca | Tomer Sisley             | Dolpo-pa                          | Dolpo                                    | Népal         | 26 novembre 2024    | France 2            | 3,47 millions       | 18,1 %              |          |
| 35 | Frédéric Lopez        | Kendji Girac             | Turkana                           | Lac Turkana                              | Kenya         | 29 avril 2025       | France 2            | 3,01 millions       | 16 %                |          |
| 36 | Laury Thilleman       | Cyril Lignac             | Gaucho                            | Terre de Feu                             | Chili         |                     | France 2            |                     |                     |          |
| 37 | Laury Thilleman       | Stéphane De Groodt       | Wauja                             | Haut-Xingu                               | Brésil        |                     | France 2            |                     |                     |          |

| Continent | Pays | Émissions | Total |
| --------- | ---- | --------- | ----- |
| Afrique   |      | 4         | 15    |
| Afrique   | ,    | 2         | 15    |
| Afrique   | ,    | 1         | 15    |
| Asie      |      | 4         | 15    |
| Asie      | ,    | 3         | 15    |
| Asie      | ,    | 1         | 15    |
| Amérique  | ,    | 1         | 4     |
| Océanie   |      | 1         | 1     |

L'émission, en première partie de soirée, qui a réalisé la plus forte audience en nombre de téléspectateurs est celle avec Zabou Breitman (8,2 millions) le 8 mai 2012, tandis que celle avec Virginie Efira du 14 décembre 2010 a eu la plus grande part de marché (29,5 %).
L'épisode du 14 juin 2022 avec le chanteur Oli a connu sa plus mauvaise audience en nombre de téléspectateurs (2,80 millions), suivie de près par celui avec Slimane qui a rassemblé 2,81 millions le 28 mai 2024 (ces deux numéros ayant réalisé la même part de marché : 14,9 %). Le 26 mai 2020, l'émission avec Nawell Madani a réalisé sa plus mauvaise audience en parts de marché (12,5 %).

### Interactivité
Après les émissions de Zazie et Marianne James, des tchats vidéos ont eu lieu sur le site de France 2, avec Frédéric Lopez, Franck Desplanques et l'invité respectif. Une sélection de questions d'internautes est posée aux invité(e)s.

### Retour en terre inconnue(ouRetour de terre inconnue)
Après l'émission avec Gilbert Montagné, et pour tous les suivants, une émission Retour de terre inconnue est diffusée en direct, après la diffusion du documentaire. Les questions d'internautes sont toujours posées, mais également celles des spectateurs et téléspectateurs, par l'envoi de SMS.
Le 1er décembre 2009, est inaugurée une Retour en terre inconnue[réf. nécessaire], une émission mission dérivée des précédentes, qui consiste à inviter des participants aux différents voyages (Bruno Solo, Patrick Timsit, Muriel Robin et Charlotte de Turckheim pour la première émission) et à confronter leurs expériences sur le plateau, en illustrant leurs propos d'images de leurs voyages, parfois inédites.
Parmi le déroulement de ces émissions : la projection des films aux familles que les invités ont rencontrées, leur point de vue sur le film, ainsi que la projection des autres films à ces mêmes familles, afin de susciter des réactions.
L'émission a remporté un succès avec plus de 4,9 millions de téléspectateurs[réf. nécessaire], et une part d’audience de 20,3 %[Quand ?].
Avec le succès de cette émission sur les coulisses, la production décide désormais de réaliser systématiquement une émission d'une heure avec l'invité et en direct, après la diffusion du reportage. Ce sera le cas avec Virginie Efira, Zabou Breitman, et Sylvie Testud.
Le 18 décembre 2012, une émission spéciale de Retour en terre inconnue rassemble Gérard Jugnot, Zazie, Gilbert Montagné et Adriana Karembeu pour un échange autour de leurs expériences respectives quatre à cinq ans après leurs voyages. De plus le rédacteur en chef de l'émission, Franck Desplanques, se rend à nouveau dans l'Himalaya et en Papouasie pour montrer l'émission aux familles d'accueil, et Adriana Karembeu décide de refaire un court voyage en Éthiopie.
À partir de 2012, Virginie Guilhaume est au côté de Frédéric Lopez. Elle est remplacée par Églantine Éméyé en novembre 2016.

## Livres
En 2009, les éditions de La Martinière et Aubanel ont publié un ouvrage consacré à l'émission. Il s'agit essentiellement d'un recueil de photographies de Jean-Michel Turpin, Xavier Rossi et Arnaud Brunet, accompagnées de commentaires des personnalités et de présentations des peuples visités. Le livre couvre tous les voyages depuis celui de Muriel Robin chez les Himbas jusqu'à celui de Marianne James chez les Bajaus.
En 2013, les éditions de La Martinière ont publié un tome 2, sur le même principe, avec les photographies de Jean-Michel Turpin et, en préface, une interview de Frédéric Lopez par David Pujadas. Le livre couvre tous les voyages depuis celui de Gérard Jugnot chez les Chipayas jusqu'à celui de Mélissa Theuriau chez les Maasaï.

## Récompenses
L'émission a reçu le « coup de cœur audiovisuel » lors des Moustiques d'or 2009, organisés par le magazine belge Télémoustique.
En décembre 2010, l'émission est désignée par le classement « Qualimat » comme le programme préféré des Français pour le mois de septembre 2010 avec une note moyenne de 8,7/10.
En septembre 2022, à l'occasion du programme « Les 50 émissions préférées des français » diffusé sur TF1, l'émission obtient la deuxième place.

## Critiques
L'émission a dû essuyer plusieurs critiques de personnalités ayant refusé d'y participer, y déplorant une pratique voyeuriste et exhibitionniste. Richard Berry déclare ainsi qu'« il y a un truc de l'ordre de l'indiscrétion qui me gêne. Je suis trop pudique pour ce genre d'émission, me servir des gens pour parler de soi. » Pour Josiane Balasko, « c'est une forme d'indécence que je n'aime pas. Pour moi, c'est de la téléréalité d'une autre manière. » Elle ajoute : « Je ne me sens pas, moi, privilégiée, riche, connue, d'aller voir des gens qui vivent culs nus et qui n'ont rien, et de jouer avec les bons sauvages et montrer mes larmes en disant c'est formidable ».
Une blogueuse sur Le Plus de L'Obs parle au sujet du programme d'une « merveille de manipulation », « en plein dans le mythe du bon sauvage », où la mise en scène particulièrement travaillée va jusqu'à imposer aux Chipayas de porter leurs costumes traditionnels habituellement réservés aux jours de fête.
Pour autant, toujours sur le site de L'Obs, le chroniqueur Marcus Dupont-Besnard contrebalance ce point de vue en estimant que ce n'est pas du voyeurisme mais plutôt la création d'un pont entre deux zones du monde. En effet, à la suite de la diffusion d'un numéro de Retour en terre inconnue en 2015, le chroniqueur décrit le programme comme le « nirvana de l'émission culturelle qui nous ouvre l'esprit à l'Autre, à d'autres modes de vie et structures de pensée » ce qui en fait un « moment humain exceptionnel, assez rare à la télévision (...). »